# HIRAKATA
「HIRAKATA」（ひらかた）は、Janne Da Arc出演の日本映画。メンバーの母校（大阪府立枚方西高等学校）を題材としているが、ベースのka-yuのみは枚方西高出身ではない。

## 出演
- 一條俊
- 柴木丈瑠
- 三上真史
- 松田祥一
- 鈴木砂羽
- 鶴水瑠衣
- 堀北真希
- 空閑琴美
- Janne Da Arc

## スタッフ
- 脚本: 亀石太夏匡、榊英雄、杉山嘉一
- 監督: 杉山嘉一
- 主題歌: Janne Da Arc「振り向けば…」 (motorod)
- 製作: エイベックス
- 配給: ギャガ